# Eleanor Beaufortová
Lady Eleanor Beaufortová (1431 – 16. srpna 1501) byla dcera Edmunda Beauforta, druhého vévody ze Somersetu a byla sestra třetího a čtvrtého vévody ze Somersetu.

## Původ
Byla dcerou Edmunda Beauforta a jeho manželky Eleanor Beauchampové (dcera Richarda Beauchampa, hraběte z Warwicku a jeho manželky Alžběty de Berkeleyová – ta byla dědičkou Tomáše de Berkeleye, barona z Berkeley a jeho manželky Marie de Lislové, baronky z Lisle). Její matka Eleanor Beauchampová byla starší nevlastní sestra Jiří Beauchampa, vévody z Warwicku a Anny Beauchampové, hraběnky z Warwicku.

## Manželství a potomstvo
Eleanor se provdala dvakrát, poprvé v květnu roku 1458 za Jakuba Butlera, hraběte z Ormondu, podruhé za sira Roberta Spencera.
S Jakubem Butlerem neměla žádné děti. S Robertem zplodila dvě dcery a její dědičky:
- Margaret Spencerová (1472-1536)
- Kateřina Spencerová (1477-1542)